# Naturschutzgebiet Grüner Stot
Das Naturschutzgebiet Grüner Stot mit einer Größe von 7,47 ha liegt westlich von Deifeld im Stadtgebiet von Medebach. Es wurde 2003 mit dem Landschaftsplan Medebach durch den Hochsauerlandkreis als Naturschutzgebiet (NSG) ausgewiesen. Das NSG ist ebenfalls Teil des Europäischen Vogelschutzgebietes Medebacher Bucht (DE-4717-401). Das NSG grenzt im Westen an das Landschaftsschutzgebiet Medebach und im Norden und Süden an das Landschaftsschutzgebiet Medebacher Norden: Düdinghauser Hochmulde, Talräume und Hangflächen an. Im Osten grenzt das Landschaftsschutzgebiet Kulturlandschaftskomplex Deifeld-Wissinghausen an.

## Gebietsbeschreibung
Im NSG befinden sich um ein südexponierter Hangbereich mit Grünland und Gehölzen. Bei den Gehölzen finden sich Obstbaumreihen, Hecken und Gebüsche. Beim Grünland handelt es sich teilweise um Magerweiden und im Talbereich Feuchtgrünland. Der Neuntöter brütet im NSG.

## Pflanzenarten im NSG
Im NSG kommen gefährdete Pflanzenarten vor. Auswahl vom Landesamt für Natur, Umwelt und Verbraucherschutz Nordrhein-Westfalen dokumentierter Pflanzenarten im Gebiet: Acker-Minze, Acker-Witwenblume, Breitblättriger Thymian, Brennender Hahnenfuß, Echtes Labkraut, Echtes Mädesüß, Gänseblümchen, Gamander-Ehrenpreis, Geflügeltes Johanniskraut, Gemeiner Frauenmantel, Gewöhnliche Kreuzblume, Gewöhnliches Ferkelkraut, Gras-Sternmiere, Herbstzeitlose, Kleine Bibernelle, Kleiner Baldrian, Kleiner Wiesenknopf, Kleines Habichtskraut, Knolliger Hahnenfuß, Kriechender Hahnenfuß, Kuckucks-Lichtnelke, Magerwiesen-Margerite, Rundblättrige Glockenblume, Spitz-Wegerich, Sumpf-Dotterblume, Sumpf-Veilchen, Sumpf-Vergissmeinnicht, Sumpf-Weidenröschen, Vogel-Wicke. 
Das Landesamt dokumentiert zudem das Vorkommen vom Grasfrosch.

## Schutzzweck
Das NSG soll das Grünland mit seinem Arteninventar schützen. Wie bei allen Naturschutzgebieten in Deutschland wurde in der Schutzausweisung darauf hingewiesen, dass das Gebiet „wegen der Seltenheit, besonderen Eigenart und Schönheit des Gebietes“ zum Naturschutzgebiet erklärt wurde.